# 밀양 영산정사 석조여래좌상
밀양 영산정사 석조여래좌상(密陽 靈山精舍 石造如來坐像)은 대한민국 경상남도 밀양시 무안면 가례에 있는 0의 밀양영산정사석조여래좌상이다. 2003년 4월 17일 경상남도의 유형문화재 제387호로 지정되었다.

## 개요
이 석불좌상은 신라통일 직후인 7세기 후반부터 유행하기 시작하여 신라 일대와 그 후 고려 초기에 이르기까지 계속된 여래좌상의 기본양식을 갖추고 있는데 역함을든 수인으로 보아 전형적인 약사여래좌상이다 그 가운데 독특한 점은 약함의 모양인데 구형의 소옹기에 뚜껑이 있는 보기드문 양식을 보이고 있다. 이외에도 기본양식은 크게 두가지로 요약 할 수 있는데 하나는 옷차림의 양식이 양어깨를 감싸는 통견지로 천년풍우에 많은 마모가 진전되었으나 어깨선을 따라 자연스럽게 흘러내리는 가사의 의선이 통일신라시대 불상의 진수를 보여주기에 충분하다 또한 오른쪽 수인은 시무외인을 쥐고 고통의 중생을 구제하는 자세를 취하고 있어 끊임없이 계속되었던 전쟁과 가뭄, 기근속에서 갈망했던 백성들의 신앙의 형태를 이 수인에서 여실히 느낄 수 있다.

## 참고 문헌
- 밀양 영산정사 석조여래좌상 - 국가유산청 국가유산포털